# 国吉直行
国吉直行（くによし なおゆき、1945年 - ）は、日本の都市計画家。横浜市職員を経て、横浜市立大学特別契約教授をつとめた。
横浜市企画調整局に入庁し以来40年余りにわたってインハウスのアーバンデザイナーとして横浜市の都市デザイン行政を担当した。辣腕を振るい、計画局都市デザイン室長を経て、横浜市都市整備局部長上席調査役・エグザクティブアーバンデザイナーを歴任。中国・天津出身。

## 経歴
1969年、早稲田大学理工学部建築学科卒業。同年に早稲田大学大学院理工学研究科建築学専攻修士課程進学。日本建築学会の事業委員としても活動し、当時街づくり提案設計競技の企画実施において、横浜市街地の造船所に関するアイデアコンペの開催を提案、その調整に際して、都市デザイン室の前身である当時の横浜市企画調整室企画調整部長の田村明に出会う。1971年、大学院修士課程修了後、しばらくは同級生と建築設計事務所を共同主宰するが、同年に再び田村のもとを訪れ、横浜市役所の田村の下で嘱託研究員として業務に従事。同年夏に横浜市職員の採用試験に合格し正規の市役所職員として入庁。田村明, 広瀬良一, 岩崎駿介, 内藤惇之らと、市の都市デザインチーム設立に参加。これが現在の都市デザイン室へと発展する。入庁以来40年間一貫して横浜市の都市デザイン行政を担当した。2006年市役所を定年。2011年退職。同年、横浜市立大学国際総合科学ヨコハマ企業戦略コース特別契約教授(都市デザイン担当)に就任。

## 受賞歴
2004年度日本建築学会賞業績賞（「横浜赤レンガ倉庫の再生に至る一連の活動」）、2005年度土木学会デザイン賞特別賞（「横浜市における一連の都市デザイン」）、2006年第9回稲門建築会特別功労賞、2006年度グッドデザイン賞金賞（「横浜市における一連の都市デザイン」）など受賞多数。

## 著書
- 『自治体都市計画の最前線』(共著、学芸出版社 2007年、ISBN 978-4761531492）
- 『都市デザイン横浜』(共著、鹿島出版会　1993年、ISBN 978-4306043145）
- 『地域政策研究』（共著、地方自治研究機構 2006年）
- 『都市デザインと空間演出』（編著、学陽書房、1989年  ISBN 4-313-23076-9）
- 横浜市での実践から・都市デザイン室時代 (特別追悼企画 アーバンデザイナー・北沢猛の軌跡) （『まちづくり』2010年7月号所収）
- わが国におけるこれからのアーバンデザインのあり方(第1回)現代横浜の都市デザイン史―横浜市都市整備局 国吉上席調査役の講演より（『新都市』2008年12月号所収）
- [特集座談会]都市プランナーの現在と未来（ 『都市計画』2007年8月号所収）
- KAGOSHIMAから新しい魅力の発信を―横浜都市デザインから鹿児島へのエール（『KER地域経済情報』2006年12月号所収）
- 横浜市の「歴史を生かしたまちづくり」と「創造都市」の新展開、BankART1929（仲原正治,池田修らと。『地域政策研究』2006年12月号 (特集 歴史的まちなみ・建造物、伝統的建造物群等) 所収）
- 横浜型都市景観形成制度による新たな取組（谷口智行らと。『ジュリスト』2006年6月号(特集 景観法とまちづくり― 自治体の取組状況) 所収）
- 私論・試論 街づくりの中の橋（『土木施工』2006年1月号 (特集 橋の魅力) 所収）
- 横浜市都市デザイン行政の中での対応（『地方自治職員研修』2005年11月号 (特集 景観まちづくりの最新事情) 所収）
- 景観緑三法とわが国の景観まちづくり(II 座談会,『建築雑誌』2005年1月号（<特集>景観まちづくりの展望) 所収）
- 事例 水際線の産業遺産を活用し新しい魅力を創る―開港の道（小田嶋 鉄朗らと。『土木施工』2004年1月号 (特集 土木と風景) 所収）
- 都市デザイン活動と歴史を生かしたまちづくり（『日本不動産学会誌』2004年 (特集:都市アメニティと不動産開発) 所収）
- 横浜市中心市街地の歴史的資産活用 : 都心部活性化の視点から新たな活用方策を模索する(地域の眼(まなこ)46神奈川) （『建築雑誌』2003年11月号所収）
- 歴史を生かしたまちづくり―横浜市の事例から（『科学eyes』2001年12月号 (特集 都市と建築のレスタウロ) 所収）
- 横浜市の歴史を生かした街づくりと赤レンガ倉庫の保存活用（『建設月報』1996年3月号 (特集 公共建築と環境) 所収）
- 横浜の歴史的港湾区域とみなとみらい21（『建築雑誌』1993年12月号(<特集>日本のウォーターフロント : 現状と将来) 所収）
- 都市景観行政と自治体（『都市問題』1992年3月号 (<特集>魅力ある空間づくりと都市景観) 所収）
- 横浜市の都市デザイン（『都市計画』1990年11月号 (<特集>都市デザイン) 所収）
- 都市の色彩計画に関する研究 1 : 『カラーイメージ調査』都市の色彩計画に関する研究 2 : 「カラーシミュレーション調査」（浦さゆみ, 柳瀬徹夫, 宮沢功 らと。『日本色彩学会誌』1988年5月号 (第19回全国大会特集号) 所収）
- 山手・元町地区の都市デザイン的効果 (横浜の都市デザイン1983-1985―魅力ある都市環境の創造へ) （『新建築』1985年12月号所収）
- 横浜市の都市デザイン活動 : 都市景観の創造 (都市美-日本の都市美について考える) （『建築雑誌』1983年1月号所収）
- 都市デザイン・都市景観保全への各都市の取組み (都市美の保全と改良) （『建築雑誌. 建築年報. 活動編』1982年8月号所収）
- 横浜市における地域・地区制の総合的活用による市街地環境創造の手法について : その1 総論 : 都市計画 : その2. 高度地区および日照等指導要綱について  : その3. 横浜市市街地環境設計制度について :その4. 用途別容積率制について（田村明, 広瀬良一, 岩崎駿介, 内藤惇之らと。『大会学術講演梗概集. 計画系 48(計画系)』（1973年8月）所収）
- 本牧接収解除地計画 (人間の街路-10-) （『SD』1971年10月号所収）